# Journal of Essential Oil Research
Journal of Essential Oil Research è una rivista accademica che si occupa di ricerche e analisi sugli oli essenziali.